# اوپلو (آرکانزاس)
اوپلو (آرکانزاس) (به انگلیسی: Oppelo, Arkansas) یک شهر در ایالات متحده آمریکا با جمعیت ۷۲۵ نفر است که در آرکانزاس واقع شده‌است.

## موقعیت جغرافیایی
موقعیت جغرافیایی شهرها و مناطق اطراف به شرح زیر است: